# 앤드리 블레이크
앤드리 제이슨 블레이크(영어: Andre Jason Blake, 1990년 11월 21일 ~ )는 자메이카의 축구 선수로 현재 미국 메이저 리그 사커의 필라델피아 유니언에서 골키퍼로 활약 중이며 자메이카 대표팀의 주장을 맡고 있다.

## 대회 성적

### 클럽
필라델피아 유니언
- MLS컵 : 준우승 (2022)
- US 오픈컵 : 준우승 (2014, 2015, 2018)
- CONCACAF 챔피언스컵 : 4강 (2021)
- 리그스컵 : 3위 (2023), 4위 (2024)
- MLS 이즈 백 토너먼트 : 4강 (2020)

### 국가대표팀
자메이카
- CONCACAF 골드컵 : 준우승 (2015, 2017), 4강 (2019, 2023)
- 카리브컵 : 우승 (2014)
- CONCACAF 네이션스리그 : 3위 (2024)

### 개인 수상
- MLS 이즈 백 토너먼트 골든글러브 : 2020
- MLS 이즈 백 토너먼트 베스트 11 : 2020
- MLS 올스타 : 2016, 2019, 2021, 2022
- MLS 올해의 골키퍼 : 2016, 2020, 2022
- MLS 베스트 11 : 2016, 2020, 2022
- CONCACAF 골드컵 골든글러브 : 2017
- CONCACAF 골드컵 베스트 11 : 2017